# Mathilde von Hartenthal
Mathilde von Hartenthal, auch Mathilde Hartmann-Hartenthal (* 29. Juli 1843 in Graz; † 16. April 1920 ebenda), war eine österreichische Malerin und Radiererin.

## Leben

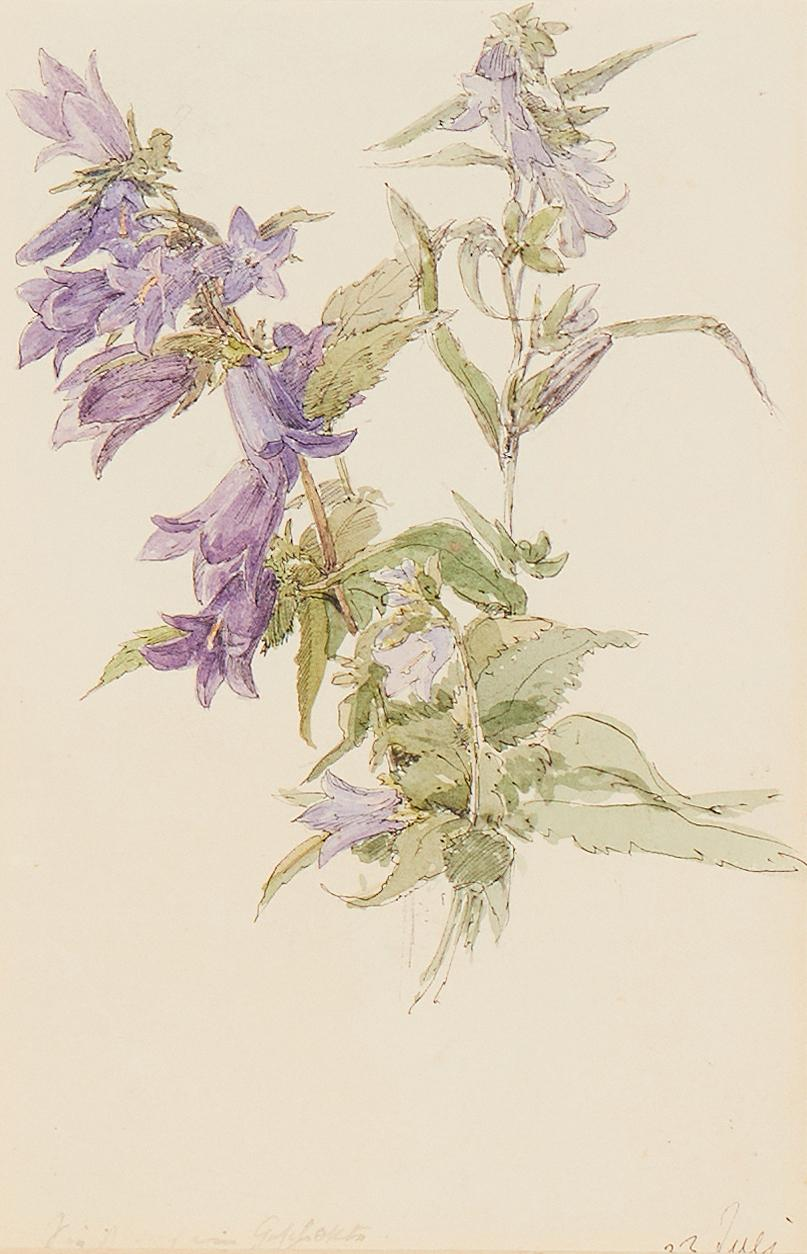
Mathilde von Hartenthal: Wiesenenzian, aus einem Skizzenbuch

Mathilde von Hartenthal war die Tochter eines Feldmarschallleutnants. Vermutlich stammte sie aus der zweiten Ehe von Anton Hartmann von Hartenthal (1777–1844) mit Mathilde Hartmann von Hartenthal, geb. Freiin von Waldstätten (1808–1885).
Ihre erste künstlerische Ausbildung erhielt Mathilde von Hartenthal um 1868 an der landschaftlichen Zeichenakademie in ihrer Geburtsstadt Graz bei dem Landschaftsmaler Hermann von Königsbrunn. Danach studierte sie in Dresden Malerei bei Friedrich Preller d. J. und Radierung bei Neumann.
Von 1878 bis 1879 unterrichtete Mathilde von Hartenthal als Zeichenlehrerin an einer Mädchenschule in den Niederlanden. Im Winter 1880 hielt sie sich in Paris auf, wo sie den Louvre und andere Galerien besuchte, um die Werke spanischer und holländischer Meister zu studieren. 1881 arbeitete sie im Brüsseler Atelier des belgischen Malers und Akademiedirektors Jean-François Portaels. Dieser verglich Hartenthals Arbeiten, aufgrund ihrer Naturauffassung und Farbgebung, mit denen von Hans Makart.
Danach lebte Mathilde von Hartenthal wieder in Graz. Sie malte vor allem Landschaften, Veduten, Blumenstücke und Figuren in Öl und Aquarell. Auch Radierungen und Zeichnungen gehören zu ihrem Gesamtwerk. Häufig fand sie ihre Motive in den Alpen. Ausstellungsbeteiligungen von ihr sind nicht bekannt.
1920 starb Mathilde von Hartenthal im Alter von 76 Jahren in Graz. Sie wurde auf dem Katholischen Stadtfriedhof St. Peter bestattet.

## Werke (Auswahl)

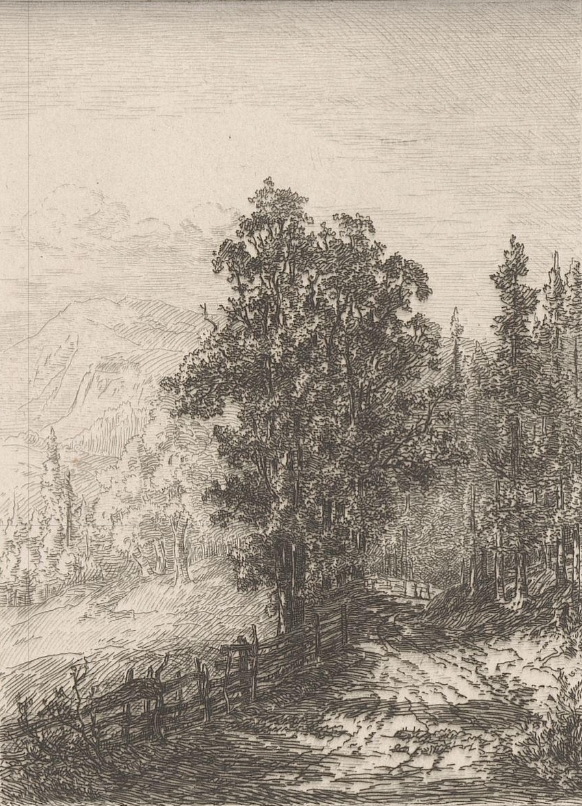
Berglandschaft mit Waldweg

- Berglandschap met bospad (Berglandschaft mit Waldweg), Radierung auf Papier, 11,7 × 8,3 cm, seit 1881 Rijksmuseum Amsterdam
- Landschap met boomgrens (Landschaft mit Baumgrenze), Radierung auf Papier, 9 × 16,4 cm, seit 1881 Rijksmuseum Amsterdam[6]
- Weite Ebene (Grazer Feld?) mit Bachlauf, Aquarell, Neue Galerie Graz[3]
- Der Grimming im Ennstal, Radierung
- Der Tressenweg in Altaussee, Radierung
- Partie im Mürztal, Radierung
- Diana und ihre Gespielinnen am Seeufer, Farbkreide
- Stilleben mit Krug und Äpfeln, Öl